# FA Cup 1885-1886
La FA Cup 1885-86 fu la quindicesima edizione del torneo calcistico più vecchio del mondo. Vi presero parte 130 compagini, sedici in più dell'anno precedente, ma 7 squadre non giocarono alcun incontro. Vinse il Blackburn Rovers per il terzo anno consecutivo.

## Primo turno
| Squadra locale          | Punteggio                              | Squadra ospite       | Data            |
| ----------------------- | -------------------------------------- | -------------------- | --------------- |
| Darlington              | Entrambe le squadre qualificate        | Walsall Swifts       |                 |
| Darwen                  | 2-2                                    | Derby Junction       | 31 ottobre 1885 |
| Dulwich                 | 1-2                                    | South Reading        | 31 ottobre 1885 |
| Preston North End       | Qualificata per ritiro dell'avversaria | Great Lever          |                 |
| Stoke                   | 2-2                                    | Crewe Alexandra      | 31 ottobre 1885 |
| Barnes                  | 1-7                                    | Lancing Old Boys     | 31 ottobre 1885 |
| Royal Engineers         | 1-5                                    | Old Foresters        | 31 ottobre 1885 |
| Marlow                  | 3-0                                    | Luton Town           | 31 ottobre 1885 |
| Clapham Rovers          | 12-0                                   | 1st Surrey Rifles    | 31 ottobre 1885 |
| Queen's Park            | 5-1                                    | Partick Thistle      | 31 ottobre 1885 |
| Upton Park              | 4-2                                    | United London Swifts | 24 ottobre 1885 |
| Old Etonians            | Qualificata per ritiro dell'avversaria | Bournemouth Rovers   |                 |
| Swifts                  | 7-1                                    | Casuals              | 31 ottobre 1885 |
| Rochester               | 6-1                                    | Reading              | 31 ottobre 1885 |
| Old Wykehamists         | 5-0                                    | Uxbridge             | 31 ottobre 1885 |
| Old Harrovians          | Qualificata per ritiro dell'avversaria | St James             |                 |
| Notts County            | 15-0                                   | Rotherham Town       | 24 ottobre 1885 |
| Hendon                  | 0-4                                    | Clapton              | 24 ottobre 1885 |
| Nottingham Forest       | 6-2                                    | Mellors              | 31 ottobre 1885 |
| Brentwood               | 3-0                                    | Maidenhead           | 31 ottobre 1885 |
| Hanover United          | 1-1                                    | Romford              | 31 ottobre 1885 |
| Stafford Road           | 7-0                                    | Matlock              | 31 ottobre 1885 |
| Blackburn Olympic       | 4-2 Risultato annullato                | Church               | 31 ottobre 1885 |
| Astley Bridge           | 3-2                                    | Southport Central    | 31 ottobre 1885 |
| Staveley                | 1-1                                    | Mexborough           | 31 ottobre 1885 |
| Small Heath Alliance    | 9-2                                    | Burton Wanderers     | 31 ottobre 1885 |
| Sheffield Heeley        | 2-1                                    | Eckington Works      | 19 ottobre 1885 |
| Bolton Wanderers        | 6-0                                    | Eagley               | 17 ottobre 1885 |
| Accrington              | 5-4                                    | Witton               | 17 ottobre 1885 |
| Wednesbury Old Athletic | 5-1                                    | Burton Swifts        | 31 ottobre 1885 |
| Lockwood Brothers       | 2-2                                    | Notts Rangers        | 31 ottobre 1885 |
| Chatham                 | 0-2                                    | Old Carthusians      | 31 ottobre 1885 |
| Walsall Town            | 0-5                                    | Aston Villa          | 17 ottobre 1885 |
| Clitheroe               | 0-2                                    | Blackburn Rovers     | 24 ottobre 1885 |
| Halliwell               | 2-1                                    | Fishwick Ramblers    | 31 ottobre 1885 |
| Macclesfield Town       | 4-1                                    | Northwich Victoria   | 31 ottobre 1885 |
| Old Westminsters        | 3-1                                    | Hotspur              | 31 ottobre 1885 |
| Redcar                  | 3-0                                    | Sunderland           | 24 ottobre 1885 |
| Wolverhampton Wanderers | 7-0                                    | Derby St Luke's      | 31 ottobre 1885 |
| Rossendale              | 6-2                                    | Clitheroe Low Moor   | 24 ottobre 1885 |
| Derby Midland           | 2-1                                    | Birmingham Excelsior | 31 ottobre 1885 |
| Davenham                | 2-1                                    | Goldenhill           | 31 ottobre 1885 |
| Hurst                   | 2-1 Risultato annullato                | Bradshaw             | 31 ottobre 1885 |
| Long Eaton Rangers      | 2-0                                    | The Wednesday        | 31 ottobre 1885 |
| Middlesbrough           | Qualificata per ritiro dell'avversaria | Horncastle           |                 |
| West Bromwich Albion    | 4-1                                    | Aston Unity          | 31 ottobre 1885 |
| Padiham                 | Qualificata per ritiro dell'avversaria | Heart of Midlothian  |                 |
| Hartford St John's      | 1-3                                    | Newtown              | 24 ottobre 1885 |
| Leek                    | 6-3                                    | Wrexham Olympic      | 31 ottobre 1885 |
| Newark                  | 0-3                                    | Sheffield            | 31 ottobre 1885 |
| Notts Wanderers         | 2-2                                    | Notts Olympic        | 31 ottobre 1885 |
| Derby County            | 3-0                                    | Mitchell St George's | 31 ottobre 1885 |
| Old Brightonians        | 2-1                                    | Acton                | 31 ottobre 1885 |
| Darwen Old Wanderers    | 11-0                                   | Burnley              | 17 ottobre 1885 |
| Rawtenstall             | Qualificata per ritiro dell'avversaria | Rangers              |                 |
| Lincoln City            | 0-2                                    | Grimsby Town         | 31 ottobre 1885 |
| Luton Wanderers         | 3-2                                    | Chesham              | 31 ottobre 1885 |
| Oswaldtwistle Rovers    | 3-1                                    | Lower Darwen         | 31 ottobre 1885 |
| Stafford Rangers        | 1-4                                    | Druids               | 31 ottobre 1885 |
| Higher Walton           | 3-4                                    | South Shore          | 17 ottobre 1885 |
| Bollington              | 0-5                                    | Oswestry             | 24 ottobre 1885 |
| Burslem Port Vale       | 3-0                                    | Chirk                | 24 ottobre 1885 |
| Lincoln Lindum          | 4-0                                    | Grimsby District     | 17 ottobre 1885 |
| Third Lanark            | 4-2                                    | Blackburn Park Road  | 17 ottobre 1885 |
| Gainsborough Trinity    | 4-1                                    | Grantham             | 24 ottobre 1885 |

### Ripetizioni
| Squadra locale  | Punteggio                              | Squadra ospite    | Data            |
| --------------- | -------------------------------------- | ----------------- | --------------- |
| Darwen          | 4-0                                    | Derby Junction    | 7 novembre 1885 |
| Crewe Alexandra | 1-0                                    | Stoke             | 7 novembre 1885 |
| Romford         | 3-0                                    | Hanover United    | 7 novembre 1885 |
| Church          | 2-2                                    | Blackburn Olympic | 4 novembre 1885 |
| Church          | 3-1                                    | Blackburn Olympic | 9 novembre 1885 |
| Staveley        | Qualificata per ritiro dell'avversaria | Mexborough        |                 |
| Notts Rangers   | 4-0                                    | Lockwood Brothers | 7 novembre 1885 |
| Bradshaw        | 1-1 Risultato annullato                | Hurst             | 4 novembre 1885 |
| Hurst           | 3-2                                    | Bradshaw          | 9 novembre 1885 |
| Notts Olympic   | 4-1                                    | Notts Wanderers   | 7 novembre 1885 |

## Secondo turno
| Squadra locale          | Punteggio                              | Squadra ospite          | Data             |
| ----------------------- | -------------------------------------- | ----------------------- | ---------------- |
| Preston North End       | 11-3                                   | Astley Bridge           | 18 novembre 1885 |
| Marlow                  | 6-1                                    | Old Etonians            | 21 novembre 1885 |
| Clapham Rovers          | Direttamente al turno successivo       |                         |                  |
| Swifts                  | 5-1                                    | Rochester               | 21 novembre 1885 |
| Druids                  | 2-2                                    | Burslem Port Vale       | 21 novembre 1885 |
| Old Wykehamists         | 10-0                                   | Luton Wanderers         | 21 novembre 1885 |
| Old Harrovians          | 2-1                                    | Old Foresters           | 21 novembre 1885 |
| Notts County            | 8-0                                    | Sheffield               | 21 novembre 1885 |
| Nottingham Forest       | 4-1                                    | Notts Olympic           | 21 novembre 1885 |
| Romford                 | Direttamente al turno successivo       |                         |                  |
| Brentwood Town          | 6-1                                    | Lancing Old Boys        | 14 novembre 1885 |
| Blackburn Rovers        | 1-0                                    | Oswaldtwistle Rovers    | 21 novembre 1885 |
| Old Carthusians         | 6-0                                    | Upton Park              | 21 novembre 1885 |
| Small Heath Alliance    | 3-1                                    | Darwen                  | 14 novembre 1885 |
| Sheffield Heeley        | 1-6                                    | Notts Rangers           | 21 novembre 1885 |
| Grimsby Town            | 8-0                                    | Darlington              | 21 novembre 1885 |
| South Shore             | Qualificata per ritiro dell'avversaria | Queen's Park            |                  |
| Church                  | Qualificata per ritiro dell'avversaria | Third Lanark            |                  |
| Oswestry Town           | 1-1                                    | Crewe Alexandra         | 21 novembre 1885 |
| South Reading           | 1-1                                    | Clapton                 | 21 novembre 1885 |
| Old Westminsters        | 3-0                                    | Old Brightonians        | 21 novembre 1885 |
| Redcar                  | 2-0                                    | Lincoln Lindum          | 21 novembre 1885 |
| Wolverhampton Wanderers | 4-2                                    | Stafford Road           | 21 novembre 1885 |
| Rossendale              | 9-1                                    | Padiham                 | 21 novembre 1885 |
| Derby Midland           | 1-3                                    | Walsall Swifts          | 21 novembre 1885 |
| Davenham                | 8-1                                    | Macclesfield Town       | 21 novembre 1885 |
| Hurst                   | 3-1 Risultato annullato                | Halliwell               | 18 novembre 1885 |
| Long Eaton Rangers      | 1-4                                    | Staveley                | 21 novembre 1885 |
| West Bromwich Albion    | 3-2                                    | Wednesbury Old Athletic | 21 novembre 1885 |
| Leek                    | Qualificata per ritiro dell'avversaria | Newtown                 |                  |
| Derby County            | 2-0                                    | Aston Villa             | 14 novembre 1885 |
| Darwen Old Wanderers    | 2-1                                    | Accrington              | 21 novembre 1885 |
| Rawtenstall             | 3-3 Rawtenstall squalificata           | Bolton Wanderers        | 21 novembre 1885 |
| Gainsborough Trinity    | 1-2                                    | Middlesbrough           | 21 novembre 1885 |

### Ripetizioni
| Squadra locale    | Punteggio                              | Squadra ospite | Data             |
| ----------------- | -------------------------------------- | -------------- | ---------------- |
| Burslem Port Vale | 5-1                                    | Druids         | 28 novembre 1885 |
| Crewe Alexandra   | Oswestry squalificata                  | Oswestry       |                  |
| South Reading     | Clapton squalificata                   | Clapton        |                  |
| Halliwell         | Qualificata per ritiro dell'avversaria | Hurst          |                  |

## Terzo turno
| Squadra locale          | Punteggio                          | Squadra ospite       | Data             |
| ----------------------- | ---------------------------------- | -------------------- | ---------------- |
| Marlow                  | Entrambe le squadre squalificate   | Old Wykehamists      |                  |
| Swifts                  | Old Harrovians squalificata        | Old Harrovians       |                  |
| Notts County            | 3-0                                | Notts Rangers        | 12 dicembre 1885 |
| Brentwood               | Direttamente al turno successivo   |                      |                  |
| Blackburn Rovers        | 6-1                                | Darwen Old Wanderers | 5 dicembre 1885  |
| Old Carthusians         | Direttamente al turno successivo   |                      |                  |
| Staveley                | 2-1                                | Nottingham Forest    | 12 dicembre 1885 |
| Small Heath Alliance    | 4-2                                | Derby County         | 12 dicembre 1885 |
| Bolton Wanderers        | 2-3 Preston North End squalificata | Preston North End    | 12 dicembre 1885 |
| Church                  | 5-1                                | Rossendale           | 12 dicembre 1885 |
| Halliwell               | 1-6                                | South Shore          | 19 dicembre 1885 |
| South Reading           | Clapham Rovers squalificata        | Clapham Rovers       |                  |
| Old Westminsters        | 5-1                                | Romford              | 12 dicembre 1885 |
| Redcar                  | Direttamente al turno successivo   |                      |                  |
| Wolverhampton Wanderers | 2-1                                | Walsall Swifts       | 12 dicembre 1885 |
| Davenham                | 2-1                                | Crewe Alexandra      | 12 dicembre 1885 |
| Middlesbrough           | 2-1                                | Grimsby Town         | 19 dicembre 1885 |
| West Bromwich Albion    | Direttamente al turno successivo   |                      |                  |
| Leek                    | 2-3 Risultato annullato            | Burslem Port Vale    | 19 dicembre 1885 |

### Ripetizioni
| Squadra locale    | Punteggio                              | Squadra ospite | Data |
| ----------------- | -------------------------------------- | -------------- | ---- |
| Burslem Port Vale | Qualificata per ritiro dell'avversaria | Leek           |      |

## Quarto turno
| Squadra locale       | Punteggio                        | Squadra ospite          | Data           |
| -------------------- | -------------------------------- | ----------------------- | -------------- |
| Swifts               | Direttamente al turno successivo |                         |                |
| Notts County         | Direttamente al turno successivo |                         |                |
| Blackburn Rovers     | Direttamente al turno successivo |                         |                |
| Old Carthusians      | Direttamente al turno successivo |                         |                |
| Staveley             | Direttamente al turno successivo |                         |                |
| Small Heath Alliance | Direttamente al turno successivo |                         |                |
| Bolton Wanderers     | Direttamente al turno successivo |                         |                |
| South Shore          | Direttamente al turno successivo |                         |                |
| Church               | Direttamente al turno successivo |                         |                |
| South Reading        | 0-3                              | Brentwood               | 2 gennaio 1886 |
| Old Westminsters     | Direttamente al turno successivo |                         |                |
| Redcar               | Direttamente al turno successivo |                         |                |
| Davenham             | Direttamente al turno successivo |                         |                |
| Middlesbrough        | Direttamente al turno successivo |                         |                |
| West Bromwich Albion | 3-1                              | Wolverhampton Wanderers | 2 gennaio 1886 |
| Burslem Port Vale    | Direttamente al turno successivo |                         |                |

## Quinto turno
| Squadra locale       | Punteggio                     | Squadra ospite       | Data            |
| -------------------- | ----------------------------- | -------------------- | --------------- |
| Blackburn Rovers     | 7-1                           | Staveley             | 23 gennaio 1886 |
| South Shore          | 2-1                           | Notts County         | 23 gennaio 1886 |
| Church               | 2-6                           | Swifts               | 16 gennaio 1886 |
| Old Westminsters     | Bolton Wanderers squalificata | Bolton Wanderers     |                 |
| Redcar               | 2-1                           | Middlesbrough        | 23 gennaio 1886 |
| Davenham             | 1-2                           | Small Heath Alliance | 16 gennaio 1886 |
| West Bromwich Albion | 1-0                           | Old Carthusians      | 23 gennaio 1886 |
| Burslem Port Vale    | 2-1 Risultato annullato       | Brentwood            | 16 gennaio 1886 |

### Ripetizioni
| Squadra locale | Punteggio                              | Squadra ospite    | Data            |
| -------------- | -------------------------------------- | ----------------- | --------------- |
| Brentwood      | 4-4                                    | Burslem Port Vale | 30 gennaio 1886 |
| Brentwood      | Qualificata per ritiro dell'avversaria | Burslem Port Vale |                 |

## Sesto turno
| Squadra locale       | Punteggio | Squadra ospite   | Data             |
| -------------------- | --------- | ---------------- | ---------------- |
| Brentwood            | 1-3       | Blackburn Rovers | 27 febbraio 1886 |
| Small Heath Alliance | 2-0       | Redcar           | 13 febbraio 1886 |
| South Shore          | 1-2       | Swifts           | 13 febbraio 1886 |
| West Bromwich Albion | 6-0       | Old Westminsters | 13 febbraio 1886 |

## Semifinali
| Squadra locale       | Punteggio | Squadra ospite       | Data          |
| -------------------- | --------- | -------------------- | ------------- |
| Blackburn Rovers     | 2-1       | Swifts               | 13 marzo 1886 |
| West Bromwich Albion | 4-0       | Small Heath Alliance | 6 marzo 1886  |

## Finale
| Squadra locale   | Punteggio | Squadra ospite       | Data          |
| ---------------- | --------- | -------------------- | ------------- |
| Blackburn Rovers | 0-0       | West Bromwich Albion | 3 aprile 1886 |

### Ripetizione
| Squadra locale   | Punteggio | Squadra ospite       | Data           |
| ---------------- | --------- | -------------------- | -------------- |
| Blackburn Rovers | 2-0       | West Bromwich Albion | 10 aprile 1886 |